# Artur Meier
Artur Meier, auch Artur Majer (* 6. April 1932 in Berlin; † 30. Januar 2025 ebenda), war ein deutscher Soziologe, der als Vertreter der DDR-Wissenschaft wegen seiner Arbeiten zur Bildungssoziologie internationales Ansehen gewann. 1986 wurde er zum Vizepräsidenten der International Sociological Association (ISA) gewählt. Von 1986 bis 1991 war er Direktor des Instituts für Soziologie an der Humboldt-Universität zu Berlin und lehrte dort bis 1997 als Professor.

## Leben
Meier lebte mit seinen Eltern bis 1944 in Berlin-Wedding. Nach der Zerstörung der Wohnung durch einen Luftangriff zog die Familie zu Verwandten nach Berlin-Pankow und bezog später im selben Stadtteil eine kleine Wohnung. Direkt nach dem Abitur an der Pankower Friedrich-List-Schule wurde Meier wegen des herrschenden Lehrermangels als Deutschlehrer mit dem Status eines Lehramtsanwärtes an der Schinkelschule im Prenzlauer Berg tätig, nebenher studierte er Pädagogik und legte die beiden Staatsexamensprüfungen für das Lehramt ab. Im Alter von 24 Jahren veröffentlichte er ein Buch über die Französische Revolution und ihre Folgen. Daraufhin wurde er befördert und zum jüngsten Schulrat Deutschlands gemacht. Da Meier aber Lehrer bleiben und nicht die vorgezeichnete Funktionärslaufbahn einschlagen wollte, wechselte er an die Volkshochschule Prenzlauer Berg, als deren Leiter er nebenher eine Dissertation über die Arbeiterbildung in der Weimarer Republik schrieb, für die er 1964 von der Humboldt-Universität promoviert wurde. Mit seiner Habilitationsschrift, die er ebenfalls neben der Berufstätigkeit im Rahmen einer außerplanmäßigen Aspirantur verfasste, wandte er sich der, in der DDR wieder zugelassenen, Soziologie zu. Diese Schrift, mit der er 1970 wieder von der Humboldt-Universität habilitiert wurde, war die Grundlage für sein Buch Soziologie des Bildungswesens, das auch in der Bundesrepublik und in Übersetzung in verschiedenen Ländern erschien.
Im Jahr 1971 wurde Meier zum Professor berufen, er lehrte an der Humboldt-Universität und auch als Gastdozent an der Universität Leipzig und der Universität Jena. Ab 1976 wurden ihm Gastprofessuren in den USA ermöglicht, darunter an der University of California, Berkeley. Auf dem 10. Weltkongress für Soziologie 1982 in Mexiko wurde er in das Exekutivkomitee der International Sociological Association (ISA) und auf dem 11. Weltkongress 1986 in Neu-Delhi zum ISA-Vizepräsidenten gewählt. Ebenfalls 1986 wurde er zum Direktor des Instituts für Soziologie an der Humboldt-Universität ernannt, mit der Neustrukturierung der ostdeutschen Hochschulwesens verlor er 1991 diese Position, wirkte aber noch bis 1997 als Professor.
Er war zeitweise Mitherausgeber des Berliner Journals für Soziologie.

## Schriften (Auswahl)
- Proletarische Erwachsenenbildung. Die Bestrebungen der revolutionären deutschen Arbeiterbewegung zur systematischen sozialistischen Bildung und Erziehung erwachsener Werktätiger (1918-1923). Spartakus-GmbH, Hamburg 1971 (zugleich Dissertationsschrift, Berlin 1964).
- Soziologie des Bildungswesens. Eine Einführung. Volk und Wissen, Berlin 1974 (Übersetzungen ins Polnische, Bulgarische, Rumänische, Vietnamesische, Spanische).
  - Soziologie des Bildungswesens. Eine Einführung. Pahl-Rugenstein, Köln 1974, ISBN 3-7609-0141-7.
- mit Jörg Müller: Die letzte Generation? Jugend und Familie auf dem Lande in Ostdeutschland und in den USA. Ein empirischer Vergleich während der Agrarrevolution. Trafo-Verlag, Berlin 1997, ISBN 3-89626-135-5.
- Liebesglück und Wissenschaftslust. Ein (un)ordentliches Leben in dreieinhalb Deutschlands. Trafo-Verlag, Berlin 2002, ISBN 3-89626-339-0.